# Schönau-Berzdorf a. d. Eigen
Schönau-Berzdorf a. d. Eigen település Németországban, azon belül Szászország tartományban. Lakosainak száma 1463 fő (2023. december 31.).

## Népesség
A település népességének változása:
| Lakosok száma | 1488 | 1484 | 1475 | 1485 | 1463 |
|               | 2017 | 2019 | 2021 | 2022 | 2023 |